# Gedsted
Gedsted er en lille by i Himmerland med 874 indbyggere  (2025), beliggende i Gedsted Sogn. Byen hører til Vesthimmerlands Kommune og ligger i Region Nordjylland.
Byen er beliggende på en bakkekam tæt ved Louns Bredning.
Gedsteds årlige byfest arrangeres af De Samvirkende Foreninger og kaldes "Gedeskæg".

## Historie
Gedsted har fra vikingetiden spillet en rolle som trafikalt knudepunkt. Formentlig har der været bro over Lerkenfeld Å allerede fra år 1000-1100. Man ved, at Knud den Hellige cirka år 1090 forsøgte at samle en vikingehær for at generobre England, og for at skaffe penge, rejste han riget rundt og indkrævede skatter hos bønderne.
Da kongen opholdt sig på Børglum, opstod det første bondeoprør i Danmark, og han måtte flygte via Aggersborg over Aggersund og videre sydpå. Det menes, at der igen var et slag med bondehæren ved Hødalen lige syd for Gedsted og igen ved Viborg.
Første gang, Gedsted direkte nævnes i skriftlige kilder, er formentlig i 1289. Da gjorde den 15-årige Erik Menved og hans mor, enkedronning Agnes, efter et ophold på Vitskøl Kloster holdt på kongens gård “Holmmark”. Erik udstedte da et brev, som tog Vitskøl Kloster under kongelig beskyttelse. Brevet sluttede med “Givet på min Gård “Hollummark” i Geedstath, 1. marts 1289”.
Også flere breve fra Dronning Margrete 1. i 1400-tallet er skrevet fra gården i Holmmark.
Gennem århundreder havde befolkningen i Gedsted ernæret sig ved fiskeri og landbrug, og i 1800-tallet var byen sammen med Farsø og Skals de tre kraftcentre i regionen – Aalestrup blev først anlagt som by omkring århundredeskiftet, efter at jernbanen blev placeret her og ikke ved Gedsted.
Virksomheden Getama har været en dynamo i byens senere udvikling, og også i dette tilfælde var det nære råvarer i naturen, som gennem mange år skabte grundlaget for en bæredygtig ernæring for hundreder af familier.
Cykelfabrikken Jyden er grundlagt i Gedsted, i 1896, i et fabriksbyggeri lige over for mejeriet. Tre år senere brændte fabrikken ned til grunden, og produktionen blev flyttet til Aalestrup.
I 1875 beskrives byen således: "Gjedsted med Kirke, Præstegaard og Skole".
Omkring århundredeskiftet beskrives byen således: "Gedsted (1289: Geetsteth, 1307: Gettstæthæ) med Kirke, Præstegd., Skole, Missionshus (opf. 1896), Forsamlingshus (opf. 1885), Afholdshjem (opf. 1900), Lægebolig, Sparekasse (opr. 22/5 1898; 31/3 1899 var Spar. Tilgodeh. 17,765 Kr., Rentef. 4 pCt., Antal af Konti 57), Købmandshdl., Tang-Madrasfabrik, Farveri, Andelsmejeri, Kro, Statstelefonst. og Postekspedition".
Også Johannes V. Jensen har været med til at sætte Gedsted på verdenskortet med sine Himmerlandshistorier. Her fortælles det malerisk, hvordan et engelsk cirkus i starten af 1900-tallet rejste gennem Gedsted og blev udsat for en lokal bondes karrighed.
Gedsted Kirkes historie er velbeskrevet. Den blev bygget i 1100-tallet og var formodentlig indviet til sankt Ursula, og i et hulrum i alteret opbevares der da også en lille blyæske med en knoglestump, der skulle stamme fra én af sankt Ursulas 10.000 jomfruer. 

## Foreninger i Gedsted
- Gedsted Håndværker- og Borgerforening
- Gedsted Handelsstandsforening
- Gedsted Beboer & Erhvervsforening
- Gedsted Forenede Idrætsklubber
- Gedsted Gymnastikforening
- Gedsted og omegns Rideklub
- Gedsted Løbeklub
- Gedsted Musik- og Teaterforening
- Gedsted Kunstforening
- Gedsted Husmoderforening
- Lokalhistorisk Forening – Gedsted og omegn
- Buddha Center

Gedsted har et medborgerhus "Torvet", hvor der er etableret bogudlån.